# Albert (voornaam)
De jongensnaam Albert is afgeleid van het Germaanse Adelbert, hetgeen betekent "door edel gedrag schitterend".
- adel = edel
- beracht = prachtig, glanzend

## Vormen
De vrouwelijke vorm is Alberta, met als varianten Albertine, Alberte, Aalbrechtje, Alberdina, Albertina, Albrechta, Aaltje, Bertha en Elbertje.
De Latijnse vorm  is Albertus. In de Middeleeuwen was Albrecht meer gebruikelijk.
Volgende namen zijn verbonden met de naam Albert: Adelbert,  Aalbert, Aalt, Aalbertus, Aalbrecht, Adelbrecht, Alberd, Alberto, Appe, Bert, Bertus, Brecht, Elbert, Elbrecht

## Bekende naamdragers

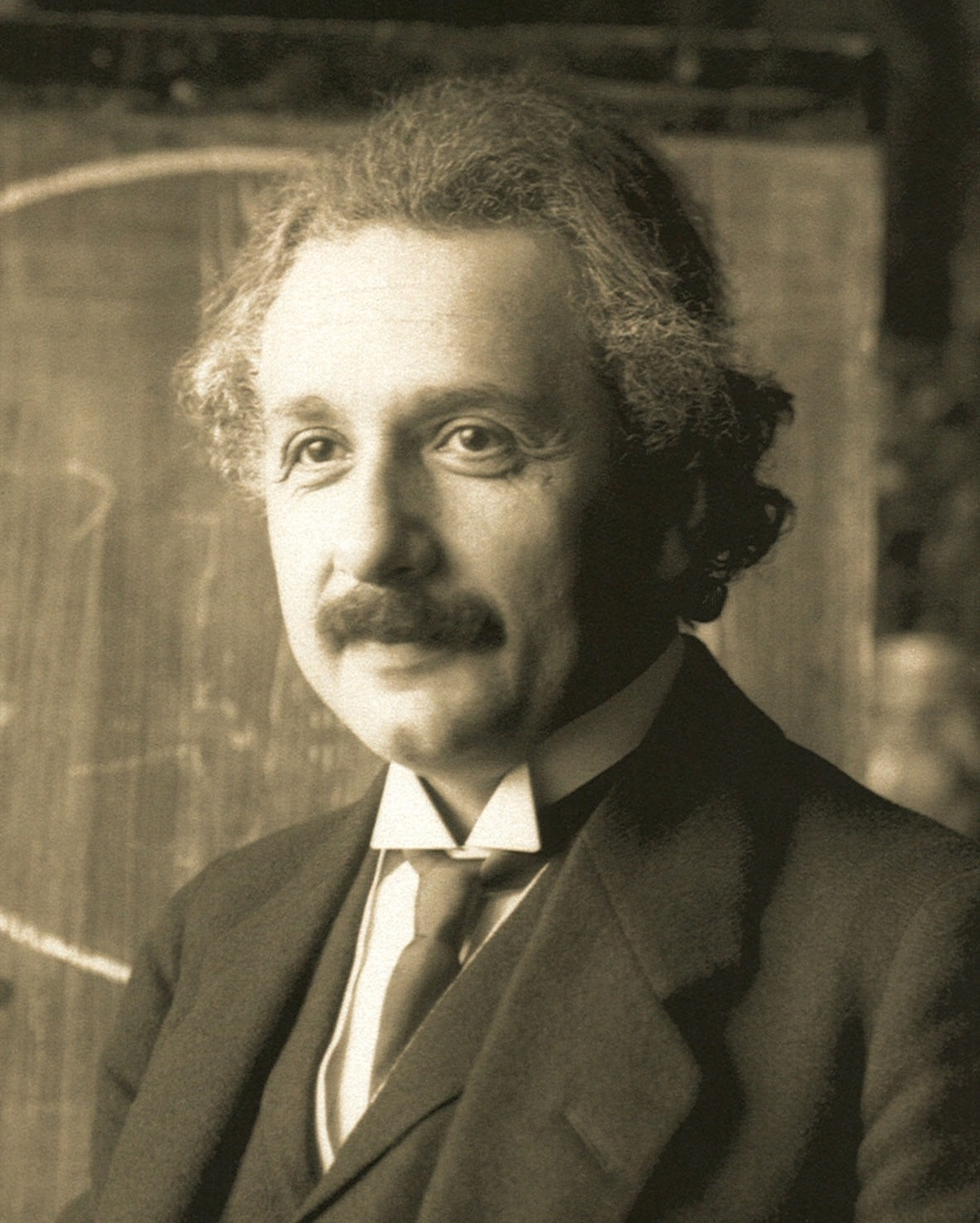
Albert Einstein

- Albert I van België, koning der Belgen (1909–1934)
- Albert II van België, koning der Belgen (1993–2013)
- Albert II van Monaco, regerend vorst van Monaco
- Albert Aalbers, Nederlands architect
- Albert Adomah, Ghanees voetballer
- Albert Alberts, Nederlands schrijver
- Albert Billiet, Belgisch wielrenner
- Albert Camus, Frans filosoof en schrijver
- Albert Cartier, Frans voetballer
- Albert Casimir van Saksen-Teschen, landvoogd van de Oostenrijkse Nederlanden (1780–1793)
- Albert Costa, Spaans tennisser
- Albert van Dalsum, Nederlands acteur
- Albert Einstein, theoretisch natuurkundige
- Albert Heijn, Nederlands ondernemer
- Albert Helman, Nederlands schrijver
- Albert Hofmann, Zwitsers scheikundige
- Albert van Hoogenbemt (1900-1964), Vlaams dichter, schrijver en journalist
- Albert Langen, uitgever
- Albert Lebrun, Frans president
- Albert Maes, Belgisch vleugeladjudant van Koning Albert I.
- Albert Meyong, Kameroens voetballer
- Albert Michelson, Amerikaans natuurkundige
- Albert Mol, Nederlands acteur, danser, schrijver en cabaretier
- Albert Poels, Vlaams beeldhouwer
- Albert Portas, Spaans tennisser
- Albert Rust, Frans voetballer
- Albert van Saksen-Coburg en Gotha (1819-1861), prins-gemaal van de Britse koningin Victoria
- Albert Schweitzer, Duits arts, theoloog, filosoof, musicus en medisch zendeling
- Albert Servaes, Vlaams kunstschilder
- Albert Speer, Duits architect
- Albert Szent-Györgyi, Hongaars arts en nobelprijswinnaar
- Albert Uderzo, Frans striptekenaar
- Albert Verlinde, Nederlands televisiepresentator
- Albert Weinberg (1922-2011), Belgisch striptekenaar
- Albert West (1949-2015), Nederlands zanger
- Albert Zafy, Malagassisch politicus
- Albertine Necker de Saussure (1766-1841), Geneefse pedagoge, schrijfster, vertaalster en feministe
- Albrecht Dürer, Duits kunstschilder
- Albrecht van Oostenrijk, landvoogd der Nederlanden
- Albrecht Rodenbach, Vlaams voorvechter en schrijver
- Alberto Contador, Spaanse wielrenner